# Conker's Bad Fur Day
Pour les articles homonymes, voir BFD.
Conker's Bad Fur Day est un jeu vidéo d'action-aventure et de plates-formes développé par Rare. Le jeu a été édité par la même compagnie en Amérique du Nord, mais en Europe, il fut édité par THQ. Il a été distribué par Nintendo en Amérique du Nord, et par THQ en Europe. Le jeu est sorti en 2001 sur Nintendo 64.
Le jeu relate les aventures de Conker, un écureuil roux alcoolique et avide d'argent, qui tente de retourner chez lui après une soirée arrosée et de retrouver sa petite amie Berri. Le gameplay du jeu est composé de plusieurs défis, tel que des résolutions de casse-têtes et des courses de véhicules, le tout réparti dans de multiples niveaux. Le titre propose également un mode multijoueur jouable jusqu'à quatre joueurs.
Conker's Bad Fur Day a été développé pendant quatre ans et étant à l'origine un jeu destiné à un public familial, présentant un petit écureuil mignon et amical, mais est par après repensé pour être destiné à un public mature. Il propose notamment du contenu violent, des éléments sexuels, un langage et un humour grossier ainsi que plusieurs parodies de films et de jeux vidéo.
Le jeu a reçu un accueil positif de la part des critiques de jeux vidéo, qui ont notamment vanté ses graphismes, ses effets sonores et sa présentation. En contrepartie, les ventes du jeu sont mitigées, entre autres à cause du manque de publicité et du fait que la GameCube allait bientôt sortir. Un remake nommé Conker: Live and Reloaded est sorti en 2005 sur Xbox.

## Trame
Le jeu suit les aventures de Conker l'écureuil, un écureuil roux alcoolique, qui tente de retourner chez lui et de retrouver sa bien-aimée Berri après une soirée dans un bar avec ses amis. Pendant ce temps, le roi panthère, dirigeant des terres dans lesquelles Conker est perdu, remarque qu'une des pattes de la table à côté de son trône est manquante et donne l'ordre à son serviteur, le professeur Von Kriplespac, de remédier à ce problème. Celui-ci propose au roi d'utiliser un écureuil roux pour remplacer la patte de la table. Le roi ordonne alors à ses serviteurs d'en trouver un et de le capturer. En cherchant son chemin pour revenir chez lui, Conker tombe sans vraiment le vouloir dans une série de situations absurdes, voire parfois dangereuses, comme devoir aller récupérer une ruche d'abeille volée par de grosses guêpes, combattre un énorme tas de matière fécale qui chante de l'opéra, se faire transformer en chauve-souris par un vampire ou encore se faire enrôler par l'armée pour combattre un groupe d'ours en peluche similaire aux nazis, connu sous le nom de "Tediz", que Conker réussit à exterminer.
Durant sa quête, Conker découvre des liasses d'argent un peu partout dans les environs. La recherche d'argent devient alors son objectif principal. Dans le chapitre final, Berri et Conker sont enrôlés pour dévaliser une banque par Don Weaso, le chef de la mafia des fouines. Lorsqu'ils pénètrent dans le coffre fort, ils découvrent que le cambriolage était en fait un plan élaboré par le roi panthère et Don Weaso pour capturer Conker. Il s'ensuit d'une confrontation dans laquelle Berri est tué par Weaso et qu'un xénomorphe sort soudainement du ventre du roi panthère, le tuant instantanément. Von Kriplespac dévoile alors que la créature est une de ses créations et qu'il avait tout prévu pour tuer le roi et s'enfuir.
Kriplespac démarre son vaisseau spatial et entre en orbite autour de la Terre. Ensuite, il ordonne à la créature de tuer Conker pour se venger d'avoir détruit les tediz, qui étaient également ses créations. Conker tire un levier qui ouvre une porte, envoyant Kriplespac et le corps de Berri dans l'espace. Après un bref combat, le jeu se fige lorsque la créature s'apprête à sauter sur Conker. Conker exprime son incrédulité envers Rareware de n'avoir apparemment pas testé le jeu correctement et brise le quatrième mur en demandant de l'aide au programmeur du jeu lui-même. Celui-ci lui donne un katana et le téléporte dans la salle du trône du roi panthère avec le xénomorphe, où il lui tranche la tête. Par la suite, il est couronné nouveau roi du territoire. Conker réalise à ce moment-là qu'il a oublié de demander au programmeur de ramener Berri à la vie. Il essaie de reprendre contact avec le programmeur, mais celui-ci a déjà disparu. Conker donne ensuite un monologue final dans lequel il dit qu'il faut apprécier ce que l'on possède déjà au lieu de toujours en vouloir plus, et termine en déclarant que « le gazon est toujours plus vert et qu'on ne sait jamais vraiment ce qu'on a jusqu'à ce qu'on ne l'aie plus ».

## Système de jeu

### Solo
Conker's Bad Fur Day est un jeu d'action-plates-formes dans lequel le joueur prend le contrôle de Conker à travers une série de niveaux en trois dimensions. Tous les environnements du jeu sont accessibles à partir d'un seul lieu, et deviennent accessibles lorsque Conker trouve assez d'argent pour y avoir accès. Chaque niveau se déroule dans un environnement fermé que le joueur peut explorer à sa guise pour trouver des tâches à faire. Le joueur doit ainsi, la plupart du temps, venir en aide à divers personnages dans le jeu en échange d'argent. Ces défis sont variés et peuvent aller d'une recherche d'objets, de la résolution d'une énigme à une course en véhicule ou d'un combat contre un boss.
Les habilités de Conker sont plus simples que ceux des précédents jeux de plates-formes de Rare, tel que Banjo-Kazooie et Donkey Kong 64. Conker peut courir, sauter et assommer ses opposants avec une poêle à frire. Il peut également nager en dessous de l'eau pendant un temps limité, grimper des échelles ou des cordes et peut déplacer certains objets lourds. Pour récupérer de l'énergie, Conker peut manger des morceaux de chocolats qui sont répartis dans chaque niveau. De plus, le jeu met à disposition à certains endroits spécifiques des plaques nommés Context sensitive, qui peut être traduit par « sensible au contexte ». Elles permettent à Conker d'obtenir des habiletés limités et spécifiques au contexte, lorsque celles-ci sont activés en appuyant sur le bouton B. Par exemple, l'une des premières plaques context sensitive rencontrés permet à Conker d'obtenir un antidote pour lui enlever sa gueule de bois, ce qui permet au joueur d'avancer dans le jeu. Certaines plaques transforment Conker en une enclume lui permettant de faire une charge puissante sur le sol, tandis que d'autres lui permettent de sortir son fusil à pompe, de lancer des couteaux, d'utiliser le slingshot et plusieurs autres.
Le jeu utilise couramment un langage vulgaire. Une censure a d'ailleurs été utilisée pour masquer d'un bip les mots fuck et cock tandis qu'ils sont remplacés dans le sous-titrage par des symboles tels des crânes, des spirales ou des éclairs.

### Multijoueur
Le jeu propose un mode multijoueur dans lequel jusqu'à quatre joueurs peuvent jouer simultanément dans sept modes de jeu différents; Beach, Raptor, Heist, War, Tank, Race et Deathmatch. Dans Beach, certains joueurs doivent traverser la plage et se rendre à la fin du parcours, tandis que les autres joueurs doivent les empêcher de s'y rendre en leur tirant dessus.

### Chapitres
Le jeu est découpé en plusieurs chapitres. La partie commence dans une zone d'entraînement nommée « Hungover » où le joueur apprend à diriger Conker et à interagir avec les décors. Puis le joueur accède au carrefour du jeu : une prairie appelée « Windy » et composée d'un moulin à vent, d'une usine d'excréments, d'une ruche géante, ainsi que d'une base militaire. L'action du chapitre suivant, « Barn Boys », se situe dans une ferme avec un roi abeille dépressif. Le chapitre « Bats Tower » lance Conker à la recherche d'une « fortune » cachée dans un coffre fort. Le chapitre suivant, « Sloprano », se déroule dans la demeure du très mélomane Great Mighty Poo (traduisible par « gros caca puissant »). Le chapitre « Uga Bugas » met en scène des hommes des cavernes et un volcan. Dans le chapitre « Spooky », Conker traverse un cimetière abandonné et devient l'invité d'un mystérieux vampire. Puis, c'est la guerre dans le chapitre « It's War ». Et enfin Conker retrouve sa dulcinée, Berri, afin de dévaliser une banque dans le chapitre « Heist ».

## Développement
Le jeu est dévoilé pour la première fois lors de l'E3 1997. Le jeu est à ce moment appelé Conker's Quest, mais le titre change un an plus tard pour Twelve Tales: Conker 64. Les premières images dévoilés du jeu laissaient croire que celui-ci serait destiné à un jeune public, affichant notamment des personnages enfantins et des décors colorés. Cependant, Rare a commencé à craindre que son jeu soit trop similaire aux autres titres qu'il avait développé auparavant, comme Banjo-Kazooie ou encore Diddy Kong Racing. Pour ce faire, il décide de réviser entièrement la conception du jeu. Plusieurs retards ainsi qu'une année complète sans aucune mention du jeu laisse croire qu'il a été annulé. Rareware a par la suite déclaré que le jeu était toujours en développement par une équipe complète travaillant avec le même niveau d'attention qu'au moment où il a été annoncé.
À la mi-janvier 2000, Nintendo annonce que le jeu a de nouveau changé de nom et qu'il a été totalement repensé. Le jeu s'appelle désormais Conker's Bad Fur Day. Cette annonce amplifie les rumeurs comme quoi Rare aurait abandonné l'univers guimauve auquel se destinait Conker pour un univers moins niais.
Fin janvier 2000, Rare ouvre une page dédiée au jeu sur son site web. Il ne fait alors plus aucun doute que le jeu sera obscène et réservé à un public averti.
Lors de l'E3 2000, la nouvelle version du jeu est dévoilée à la presse. Les développeurs ont bien transformé ce qui devait être un banal jeu de plates-formes en une grosse farce obscène et violente. Conker, écureuil à l'apparence de peluche, est devenu un anti-héros. Il est vulgaire, alcoolique, vénal et évolue dans un monde peuplé de personnages tout aussi trash que lui où les insultes, les références scatologiques et la violence explicite sont monnaie courante.

## Accueil

### Critiques
| Publication                                | Score    |
| ------------------------------------------ | -------- |
| GameSpot                                   | 9.3 / 10 |
| IGN                                        | 9.9 / 10 |
| Metacritic                                 | 92 / 100 |
| Overgame                                   | 9 / 10   |
| 100 % Consoles                             | 93 %     |
| Jeuxvideo.com                              | 19 / 20  |
| GameRankings (compilation de 32 critiques) | 89 %     |

Nintendo édite le jeu en 2001 aux États-Unis. Le jeu reçoit un accueil critique unanime.
Selon plusieurs magazines et sites web, Conker's Bad Fur Day possède alors les graphismes les plus aboutis de tous les jeux Nintendo 64. Entre autres, le jeu utilise des ombres dynamiques (les ombres se déforment selon la provenance de la lumière) ainsi que des lumières colorées, autant de techniques qui sont novatrices à l'époque dans un jeu vidéo. De plus, contrairement à la plupart des jeux sur Nintendo 64, Conker's Bad Fur Day n'utilise pas d'effet de brouillard pour masquer l'horizon et propose de grands parcours avec une grande distance de vue. Contrairement à l'immense majorité des jeux en 3D de l'époque, les personnages de Conker's Bad Fur Day possèdent des animations faciales relativement détaillées (synchronisation des lèvres des personnages avec leurs textes), certains d'entre eux possèdent même des doigts indépendants les uns des autres.

### Ventes
Le contenu de Conker's Bad Fur Day, avec ses insultes, ses allusions sexuelles, sa violence et son côté scatophile, est en nette opposition avec la ligne éditoriale des productions de la Nintendo 64 et en dépit de la qualité du jeu, Nintendo reste frileux quant à son édition : le jeu sort en quantité relativement limitée et Nintendo décide de ne pas l'éditer au Japon et en Europe. La raison officielle invoquée par Nintendo pour ne pas éditer le jeu en Europe est que cela n'aurait pas été rentable commercialement : le jeu propose de nombreux textes et aurait exigé une coûteuse traduction en plusieurs langues.
Aux États-Unis, durant la semaine de lancement, le jeu se vend à 23 000 exemplaires. Un mois après son lancement, seulement 55 000 exemplaires ont trouvé acquéreurs, un chiffre bien en dessous des standards habituels de Nintendo. Une mauvaise communication de la part de Nintendo n'a pas joué en la faveur de ce titre,. Cette faible promotion a lancé la rumeur selon laquelle Nintendo ne soutenait pas le jeu, voire a tenté de saboter sa promotion. Ou encore que l'éditeur n'avait découvert qu'au dernier moment ce qu'était devenu le jeu et s'était donc fait piéger par Rare, avec qui les relations étaient devenues tendues (renforcé par le découpage du logo N par Conker lors de l'introduction du jeu). Cependant, il n'en était rien, car comme le souligne l'un des développeurs du jeu Chris Seavor dans une interview en 2014, si Nintendo n'avait pas soutenu le projet, le financement aurait été coupé et le développement été arrêté . De plus, l'éditeur était à 100% derrière le jeu et savait depuis le début qu'il allait changer de direction. Ainsi, selon Seavor, la faible promotion s'explique par le genre du jeu en lui-même, difficile à promouvoir étant donné la censure et les réglementations en vigueur (et adressé à un public adulte) [25]
En Europe, THQ distribue le jeu un mois après sa sortie américaine, sans le traduire, et en le vendant plus cher que la majorité des jeux de l'époque (600 FF alors que le prix moyen d'un jeu sur Nintendo 64 était de 450 FF). Là aussi, les chiffres de vente ne resteront pas dans les annales.

## Références et parodies

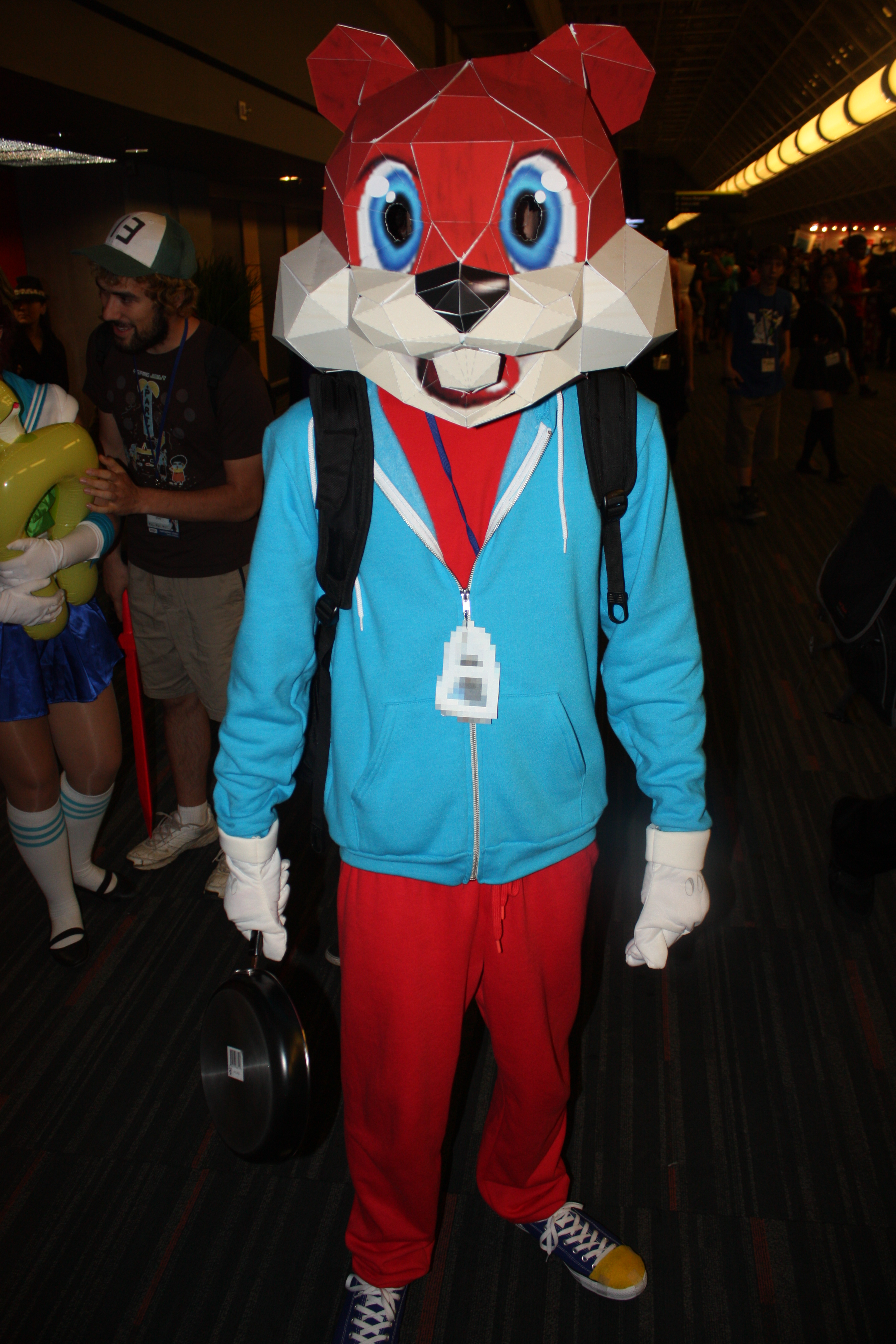
Cosplay en 2014 de Conker l'écureuil.